# Mycetophila puyehuensis
Mycetophila puyehuensis är en tvåvingeart som beskrevs av Duret 1991. Mycetophila puyehuensis ingår i släktet Mycetophila och familjen svampmyggor. Inga underarter finns listade i Catalogue of Life.